# Petra Wadström
Petra Wadström (Estocolmo, 20 de febrero de 1952) es una inventora sueca. Creó un dispositivo portátil de purificación de agua llamado Solvatten, que utiliza la luz solar para convertir agua sucia en potable.

## Trayectoria

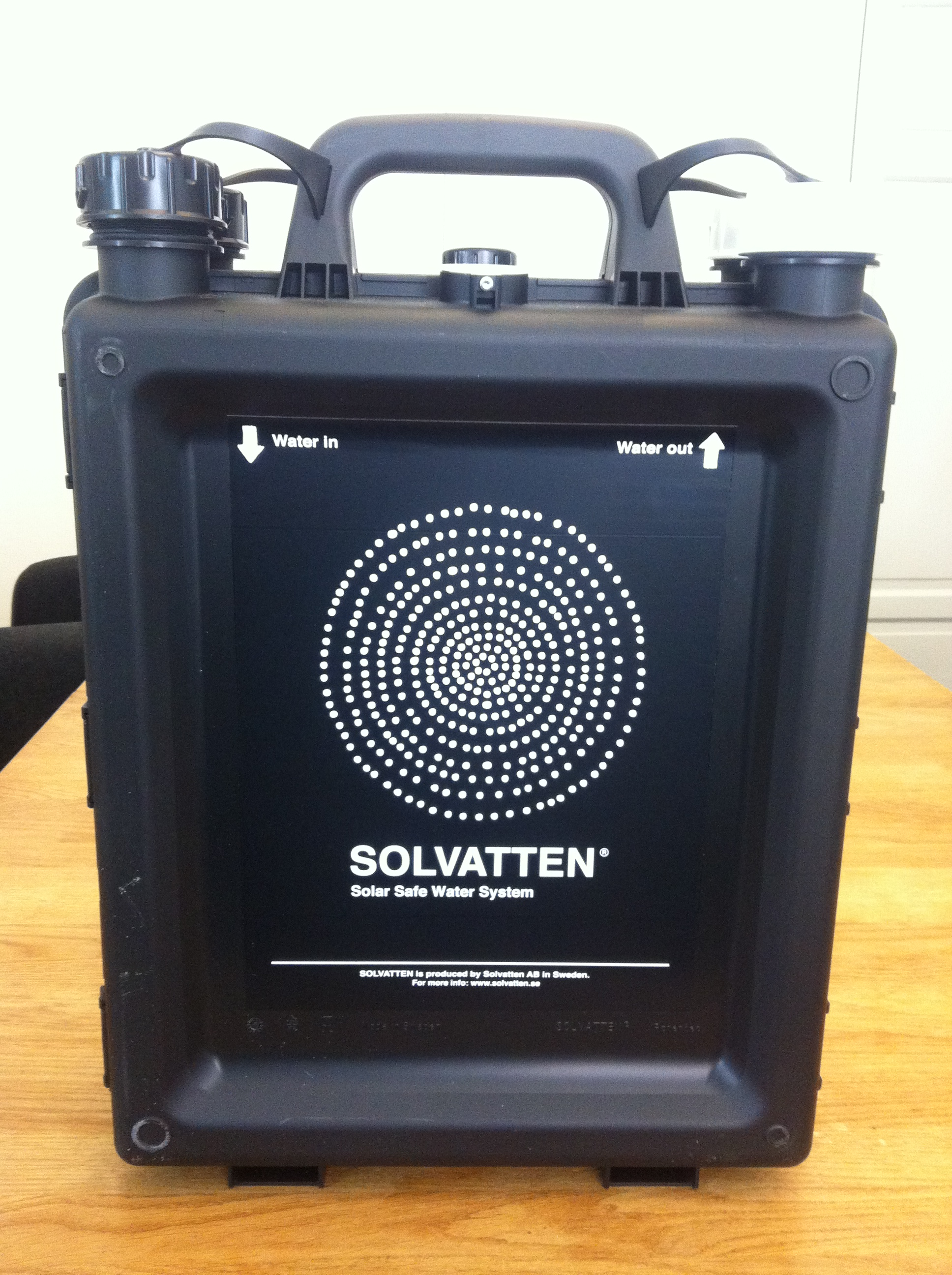
Dispositivo de purificación de agua Slovatten

Wadström realizó investigación médica bioquímica en el Instituto Karolinska de Estocolmo, en Suecia, y luego se trasladó a Basilea, en Suiza, para unirse a un equipo que exploraba la investigación del ADN.
Mientras vivía en Australia durante un año a finales de la década de 1990, Wadström abordó uno de los problemas de las familias que viven fuera de la red urbana (de manera autosuficiente, sin depender de los servicios públicos convencionales como electricidad, agua y gas, que son proporcionados por las redes públicas): la falta de acceso al agua potable. Para conseguirlo, utilizó el poder de la energía solar.
Tras regresar a Suecia, diseñó y construyó un dispositivo parecido a un recipiente negro portátil que se abre como un libro bajo la luz solar directa para maximizar el efecto del sol y la radiación UVB. El agua de su interior puede calentarse hasta 75 grados centígrados (167 grados Fahrenheit), temperatura suficiente para destruir cualquier microbio presente en el agua y hacerla potable. Durante el proceso de invención, construyó prototipos en casa y los probó utilizando aguas residuales de depuradoras locales.
El sistema portátil de tratamiento y calentamiento de agua de Wadström puede ser utilizado por personas que viven en hogares con acceso al sol pero sin electricidad. Utilizando la duradera unidad Slovatten, las familias que viven sin conexión a los servicios básicos de la red urbana pueden transformar el agua de fuentes locales, que puede no ser potable, en agua caliente limpia que puede consumirse caliente o fría de forma segura.
Wadström es fundadora y consejera principal de la empresa social Solvatten AB, creada en Suecia en 2013 para ampliar el acceso al dispositivo en todo el mundo.

## Reconocimientos
En 2008, Wadström fue galardonada con el premio Skapa, un reconocimiento que marcó el inicio de una serie de honores en su carrera. Al año siguiente, en 2009, se destacó entre los ocho nominados al premio Capitalista Verde del Año por Veckans Affärer, consolidando su reputación en el ámbito de la sostenibilidad y la innovación. 
En 2013, recibió el Premio Polhem, un galardón que subraya su contribución significativa a la ingeniería y la tecnología. Dos años después, en 2015, su impacto y liderazgo la llevaron a ser nombrada Mujer Sueca del Año, un título que refleja su influencia y logros como mujer en su campo. 
En 2017, Wadström fue galardonada con el Premio Europeo para Mujeres Innovadoras, y en 2022, su trayectoria fue reconocida con el Gran Premio KTH del Real Instituto de Tecnología por su dedicación y trabajo innovador.